# Třebíč
Třebíč (v místním nářečí Třebič nebo Střebič; německy Trebitsch) je město s rozšířenou působností, které se nachází na jihozápadě Moravy v okrese Třebíč v jihovýchodní části Kraje Vysočina a je po Jihlavě jeho druhým největším městem. Leží na řece Jihlavě 30 km jihovýchodně od krajského města Jihlavy a 56 km západně od Brna. Žije zde přibližně 35 tisíc obyvatel.
Počátky města souvisejí se založením benediktinského kláštera nad řekou Jihlavou roku 1101, na jehož místě dnes stojí třebíčský zámek. První písemná zmínka o městě, listina opata Martina, pak pochází z roku 1277. Městská práva obdrželo město od markraběte Karla roku 1335, díky tomu získalo i právo opevnit se hradbami a příkopy. V dobách největšího rozmachu byla Třebíč po Olomouci a Brně nejvýznamnějším střediskem na Moravě, statky zdejšího kláštera dosahovaly téměř až k Opavě. Počet obyvatel začal vzrůstat až po druhé světové válce spolu s výstavbou rodinných domů a následně velkých panelových sídlišť s byty především pro zaměstnance nově budované elektrárny v Dukovanech. Dnes je Třebíč důležitým centrem západní Moravy a okresu Třebíč.
Rozloha Třebíče činí přibližně 58 km², město se dělí na 17 částí, z nichž 10 se nachází přímo v městské zástavbě a zbylých 7 v blízkém okolí. Ve městě jsou významné památky, Třebíčská židovská čtvrť a bazilika svatého Prokopa byly v roce 2003 zapsány do seznamu světového dědictví UNESCO. Karlovo náměstí v centru města je jedním z největších v České republice.

## Název
Název města s největší pravděpodobností pochází z místního názvu les třebečský (Třebečský les) zmíněného v třebíčském opisu Kosmovy kroniky, sepsaném v třebíčském klášteře, (in silva trebecensis – v lese třebečském). Pojmenování Třebečský les pak může pocházet z vlastního jména Třebek, nebo ze slova třeby, což byly obětiště pohanským bohům. Název může také pocházet ze slova třebiti, které má význam ničení lesa nebo též kácení lesa, z toho se usuzuje, že na území města byly hluboké lesy, ale tato možnost je méně pravděpodobná.
Dle rozboru všech místopisných názvů na Třebíčsku provedeného Rudolfem Šrámkem ke konci 20. století bylo vyvozeno několik závěrů, které se dnes považují za obecně nejpravděpodobnější, co se původu názvu města Třebíče týče. Podle Šrámka zapadá jméno Třebíč do osy Vladislav – Stařeč. S názvem obce Vladislav má společné to, že nejspíše pochází z osobního jména. Stejně tak jako název Stařeč, který by měl pocházet z osobního jména Starek. Tím osobním jménem bývá u Třebíče považováno jméno Třebek (podobně jako obec Trzebiesláw). Podle toho by pak označení Třebeč bylo označením pro Třebkův majetek, tedy místo, kde Třebek žil a patrně vlastnil určitou půdu. Vzhledem k této skutečnosti je pak zřejmé, že název Třebečský les zmiňovaný v třebíčském opisu Kosmovy kroniky, mohl být územím, které se buď nacházelo v blízkosti Třebkova sídla, nebo bylo přímo pod jeho správou. Co se změny z pojmenování Třebeč na Třebíč týče, souvisí jméno města s již zmíněným pojmenováním nedaleké obce Stařeč. Tvary Třebeč a Stařeč jsou si velice podobné a zároveň se i stejně skloňují. Genitiv u obou pojmenování je tudíž podobný: bez Třebče, bez Stařče. Tvar bez Stařče byl časem pozměněn na bez Starče a vznikla tak verze tohoto místního pojmenování Starč, užívaná ještě v 19. století. Podobně se změnilo i jméno Teleč na Telč. Právě vytvořením nového nominativu ke genitivu a ostatním pádům mohlo vzniknout pojmenování Třebč, následně i Třebíč. Podobně bylo užíváno i pojmenování Staříč.
Šrámek ve svém rozboru také mimo jiné prakticky vyloučil, že by měl název Třebíč původ ve slovese třebit, tedy vyklučit, vypálit či vyčistit dané místo, především od zalesnění. Odůvodnění nachází ve slově třebež, což je staročeský pojem pro vytříbené, vyklučené místo, tedy místo, kde se třebilo. Původní název místa a města by totiž pak musel být Třebež a takový zápis nikdy nebyl nalezen. Tento fakt je ještě více upevněn tím, že by patrně nedošlo k tak velké změně a k potlačení původního významu, jako by při změně z Třebež na Třebíč došlo.
Název se původně užíval v mužském rodě, ale v 19. století se po vzoru ta obec začala používat v ženském rodě – ta Třebíč. Název v němčině Trebitsch užíván od roku 1850 do 1924, později mezi lety 1940 a 1945.
Židovský název města v jidiš zní טריביטש.

## Dějiny

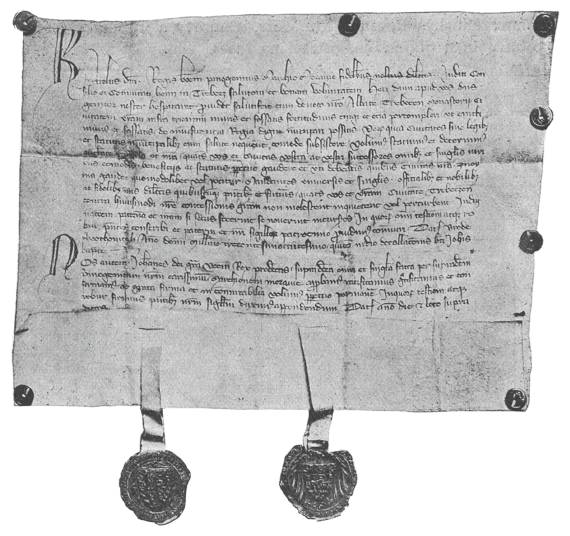
Listina z roku 1335, kterou pozdější císař markrabě Karel povyšuje Třebíč na město

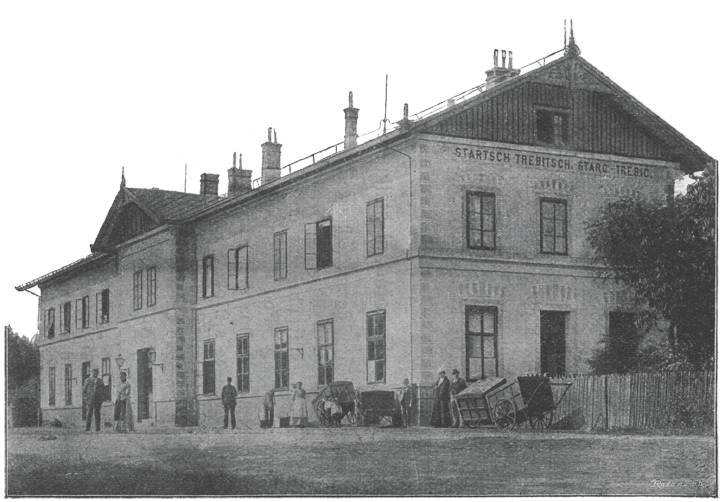
Železniční stanice Třebíč-Starč

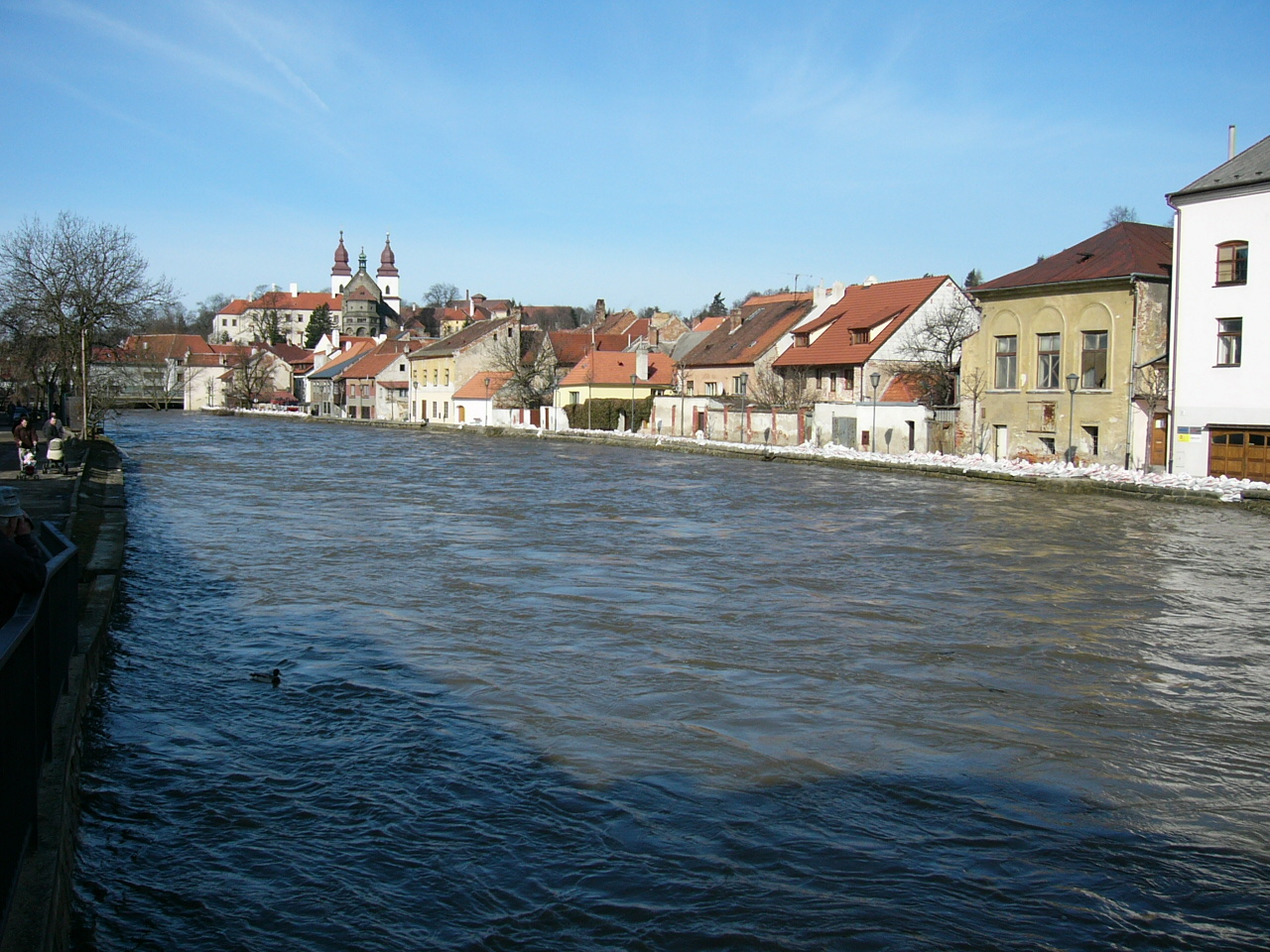
Město Třebíč při povodních v roce 2006

V místech, kde byla Třebíč založena, neexistovalo žádné starší osídlení. Jediné nálezy byly doloženy na Karlově náměstí a v části Stařečky. V těchto místech byly nalezeny pozůstatky základů domů, které by mohly být starší než stavby samotného města a podle Fišera by mohly být i starší než třebíčský klášter. Podle kroniky Eliáše Střelky Náchodského se na místě kláštera mohl nacházet hrad Dřevín, či Dřevíč, tato možnost však byla v novějších výzkumech dr. Fišera již téměř vyvrácena. Více pravděpodobné je, že se zde nacházel opevněný dvorec, který mohl patřit jistému Třebkovi. Jeho jméno by mohlo být spojeno s místním názvem Třebečský les. Tento opevněný dvorec by se mohl nacházet na pahorku v centru města jménem Horka.
První zmínky o Třebíči sahají až do roku 1101, kdy na území pod Strážnou horou a při řece Jihlavě moravská údělná knížata Oldřich Brněnský a Litold Znojemský založila benediktinský klášter. První stavbou tohoto kláštera byl kostel sv. Benedikta vysvěcený roku 1104. Později byla přistavěna nová klášterní budova a kolem roku 1260 bazilika svatého Prokopa. Nejstarší listina, kde byla Třebíč zmíněna jako město, byla napsána v roce 1277. Povolení opevnit se hradbami a řídit se městským právem byla městu udělena roku 1335 Karlem IV. a Janem Lucemburským. V roce 1468 při válkách mezi Jiřím z Poděbrad a Matyášem Korvínem bylo město uherským vojskem obléháno, dobyto a velmi poničeno a na několik let přestalo dokonce existovat.
Po roce 1492 město mnohokrát vyhořelo a bylo tak několikrát přebudováno a až na některé domy se nezachovala jeho renesanční podoba. Třebíč se stala majetkem Pernštejnů a v roce 1525 byl násilně zrušen i klášter. Později, v roce 1527, se město stalo majetkem Osovských z Doubravice, tento rod se zasloužil o rozvoj města. Po získání práva pečetního v roce 1582 se město stalo majetkem Valdštejnů. V druhé polovině 17. století se fara sv. Martina dočkala povýšení na děkanství, tato událost velmi výrazně ovlivnila rekatolizaci. V letech 1765–1769 město, stejně jako celá Morava, trpělo hladomorem trvajícím až do roku 1772. Poslední poprava v Třebíči proběhla v roce 1754, pozůstatky někdejšího popraviště byly objeveny roku 1931.
V letech 1821 a 1822 město poničily velké požáry. První byly odplatou za protirobotní vzpoury, po okolních vesnicích byly rozdávány paličské listy s hrozbami, které byly od května do července roku 1821 plněny. Shořelo mnoho domů v Židech, v Týně a na Jejkově. Druhý požár vznikl v domě U zlatého lva a shořelo 290 domů, kostel a kostelní věž. Škoda byla odhadnuta na milion zlatých. O deset let později, v roce 1832, začala v Třebíči napadat obyvatelstvo cholera. Mezitím se v roce 1830 městem prohnala jedna z větších povodní, voda zaplavila celé Karlovo náměstí. Po roce 1850 byla ve městě postupně založena spořitelna (1863), Národní dům a gymnázium (obojí 1871). Roku 1885 bylo vztyčeno i sousoší sv. Cyrila a Metoděje na Karlově náměstí, o rok později bylo město připojeno k železnici. Ke konci 19. století vznikly také dnes významné podniky ZON (založen roku 1879) a BOPO (dříve Carl Budischowski, dnes již neexistuje).
Na počátku 20. století byla v Třebíči doktorem Jaroslavem Bakešem založena nemocnice. V třicátých letech byly zakoupeny koželužské závody Budischowski společností Tomáše Bati, který začal v Borovině stavět dělnické kolonie, známé cihlové dvojdomky, a vytvořil tak velkou část dnešní místní části Borovina. Ve dvacátých a třicátých letech, kdy byl starostou města významný vlastenec Josef Vaněk, zažilo město velký rozmach. Ten také uvítal 13. června 1928 na oficiální návštěvě města prezidenta T. G. Masaryka, jenž si prohlédl i románsko-gotickou baziliku sv. Prokopa, na jejíž opravu věnoval osobní dar (15 000 Kč). V roce 1935 probíhaly oslavy Třebíč 600 let městem, na které byly pozvány i osobnosti z celé Československé republiky.
Za druhé světové války byl rozvoj města zpomalen, jednou z příčin mělo být vyhnání židů z Třebíče a jejich transporty do koncentračních táborů. V Třebíči také sídlila německá posádka. Po druhé světové válce v Třebíči rostla síla komunistů, mohlo tomu být i kvůli vysokému počtu dělníků a kvůli některým tehdejším politikům nebo armádním činitelům, kteří z Třebíče pocházeli. Po tzv. Únoru 1948 byly zestátněny velké třebíčské společnosti a město bylo rozvíjeno podle centrálních plánů. V 70. letech se začaly budovat nová sídliště, školy a další zařízení. Důvodem byla stavba a provoz jaderné elektrárny Dukovany. Na přelomu 80. a 90. let bylo také, kvůli zrychlení hromadné dopravy v rámci Třebíče a okolí, plánováno zavedení trolejbusů v Třebíči, které nikdy nebylo realizováno. Roku 1985 se městem prohnala další z velkých povodní, později se povodně vrátily ještě v letech 2005 a 2006.
Po sametové revoluci Třebíč zažila velký rozvoj. 3. července 2003 se židovské ghetto a bazilika staly součástí seznamu UNESCO. Po roce 2000 je v Třebíči podporován regionální rozvoj, byla otevřena průmyslová zóna, jsou zde otevírány nové obchody (byl zde mj. otevřen první supermarket Spar v České republice) a rozvíjí podnikání. Na roky 2009–2013 a od roku 2017 byla v několika etapách plánována modernizace a elektrifikace železniční tratě č. 240 vedoucí přes Třebíč a byly zveřejněny i návrhy tras pro výstavbu velkého městského okruhu.

## Přírodní poměry
V okolí Třebíče jsou tři přírodní parky, jsou jimi Přírodní park Třebíčsko, Přírodní park Pojihlaví a Přírodní park Rokytná, v Třebíči se nachází několik památných stromů, geopark a v blízkém okolí či přímo ve městě několik přírodních chráněných území. V Třebíči se nachází několik přírodních i udržovaných parků, jsou jimi např. Libušino údolí nebo Lísčí.

Fyzická mapa Třebíče a blízkého okolí

Velmi důležité z hlediska biodiversity jsou v Třebíči xerotermní skály a stráně nad řekou, které hostí řadu vzácných organismů. Většinou se jedná o teplomilné rostliny a živočichy, které sem pronikly podél řeky Jihlavy z teplejších oblastí jižní Moravy a mají zde často severní hranici rozšíření.
Město se z velké části nachází na Třebíčském masivu, jehož stáří dosahuje cca 340 milionů let a je složen primárně z žuly, křemene a syenitu. Západní část města se nachází mimo masiv a jeho podpovrchové složení je tvořeno primárně migmatizovanými pararulami.

### Klima
Třebíč leží v mírně teplé oblasti s občasnými dešti. Převládá zde severozápadní a západní proudění vzduchu. Z východu sem pak proudí především chladný vzduch a v zimě větší množství sněhových srážek. Ročně spadne asi 560 mm srážek (na vegetační období připadá asi 350–400 mm, na zimní období pak 200–250 mm). Průměrná roční teplota činí 7,5 °C, v červenci pak 18,5 °C a v lednu −3,4 °C.

## Obyvatelstvo

### Demografie

Graf růstu počtu obyvatel mezi lety 1655 a 2009

Třebíč má 17 místních částí, nejvíce obyvatel, a to 16 657 v roce 2001, žilo v části Nové Dvory. Podle údajů českého statistické úřadu žilo v této části v roce 1980 pouze 7 929 obyvatel, to znamená, že za 21 let se počet obyvatel zdvojnásobil. Tento jev se přičítá stavbě Jaderné elektrárny Dukovany. Nejméně obyvatel v roce 2001 žilo v Řípově, pouhých 68 obyvatel, pouhých 88 obyvatel žilo i v místní části Sokolí.
Během dostavby Jaderné elektrárny Dukovany se předpokládá nárůst počtu obyvatel, dle studie KPMG by nejvyšší nárůst měl být kolem roku 2034, kdy by do Třebíče mohlo přibýt až 1453 obyvatel.

### Náboženství

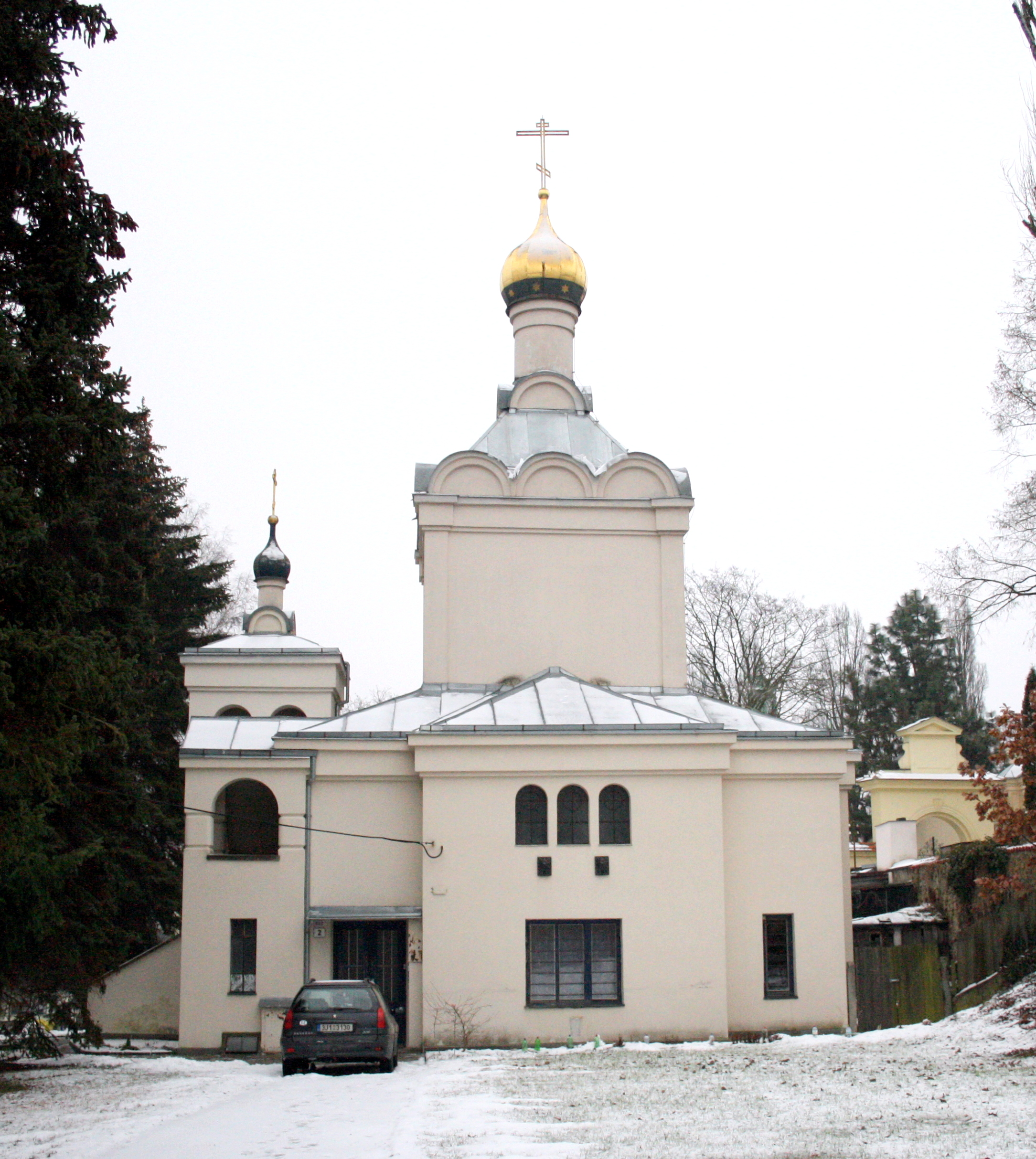
Pravoslavný chrám svatého Václava a svaté Ludmily v Třebíči, dílo archimandrity Andreje (Kolomackého)

Město se nachází na místě bývalého kláštera, během staletí se v kultuře města projevovalo více vlivů, původní klášter byl benediktinský, kapuce benediktinů jsou i ve městském znaku a na městské vlajce. Později, v 17. století se na místě nynějšího kostela na Jejkově a katolického gymnázia nacházel klášter kapucínský. V 15. století se ve městě hojně rozšířilo protestantské vyznání. Od 16. století se v Třebíči objevili také židé, většina jich byla nucena žít odděleně od města, v nynější čtvrti Zámostí. Postupně ale pronikali i do křesťanské části města, kde měli své živnosti. Židé v Třebíči založili dvě synagogy (Přední a Zadní).
Významná je i přítomnost Církve bratrské, která sice nemá příliš mnoho věřících přímo mezi obyvateli města, nicméně sídlí zde její sbor, který slouží věřícím z celého Třebíčska a přilehlého okolí.
Velký význam zde mělo i obyvatelstvo židovského vyznání, v části Zámostí, dříve pod správou Podklášteří založili vlastní obec, kde byly postaveny dvě synagogy. Starší byla postavena mezi lety 1639 a 1641, novější později. Ve městě byl i fungující židovský hřbitov, ten se nachází na svahu Týnského údolí, starší pohřby ovšem byly vykonávány u klášterních hradeb, kde byly objeveny kostry se střípky na očích, které byly obráceny k východu. Nejdelší dobu rabínský úřad zastával třebíčský rodák a gymnazijní profesor Joachim Pollak, bylo tomu mezi lety 1828 a 1879.

## Obecní správa a politika

### Volby do Poslanecké sněmovny
V prvních porevolučních svobodných volbách do České národní rady, Sněmovny lidu Federálního shromáždění a Sněmovny národů Federálního shromáždění bylo v Třebíči voleno 8. a 9. června 1990. V květnu zasedla okresní volební komise ONV a losem vybrala předsedu a místopředsedu volební komise, stali se jimi Karel Svoboda (ČSL) a Ladislav Fiala (OF). Do ČNR byli zvoleni Jiří Karas a Miroslav Wolf, do Sněmovny lidu byli zvoleni Pavel Zahrádka a Ivo Novotný.
|       | 2006                    | 2010                    | 2013                    | 2017                    | 2021                    |
| ----- | ----------------------- | ----------------------- | ----------------------- | ----------------------- | ----------------------- |
| 1.    | ČSSD (34,33 %)          | ČSSD (22,0 %)           | ČSSD (21,31 %)          | ANO (29,06 %)           | SPOLU (26,95 %)         |
| 2.    | ODS (32,59 %)           | TOP 09 (19,01 %)        | ANO 2011 (19,12 %)      | SPD (12,34 %)           | ANO (26,65 %)           |
| 3.    | KSČM (14,02 %)          | ODS (18,39 %)           | KSČM (15,87 %)          | Piráti (11,25 %)        | Piráti+STAN (14,3 %)    |
| účast | 65,83 % (20211 z 30716) | 63,17 % (19358 z 30664) | 61,30 % (18581 z 30344) | 63,26 % (18561 z 29347) | 68,07 % (19193 z 28207) |

### Volby do krajského zastupitelstva
|      | 1.                 | 2.                       | 3.                     | účast                   |
| ---- | ------------------ | ------------------------ | ---------------------- | ----------------------- |
| 2000 | KSČM (22,31 %)     | SNK (20,42 %)            | 4KOALICE (19,22 %)     | 34,08 % (10307 z 30242) |
| 2004 | ODS (31,27 %)      | KSČM (22,83 %)           | SNK (14,97 %)          | 29,16 % (8960 z 30737)  |
| 2008 | ČSSD (33,16 %)     | ODS (20,69 %)            | KSČM (16,94 %)         | 37,94 % (11714 z 30916) |
| 2012 | ČSSD (25,65 %)     | KSČM (20,57 %)           | Pro Vysočinu (18,15 %) | 37,87 % (11553 z 30664) |
| 2016 | ANO 2011 (20,84 %) | ČSSD (14,6 %)            | KSČM (11,42 %)         | 34,53 % (10303 z 29845) |
| 2020 | ANO (20,35 %)      | Piráti (14,73 %)         | STAN+SNK ED (13,3 %)   | 39,26 % (11297 z 28782) |
| 2024 | ANO (35,21 %)      | ODS+TOP 09+STO (17,29 %) | STAN+SNK ED (15,54 %)  | 34,43 % (9474 z 27647)  |

### Prezidentské volby
V prvním kole prezidentských voleb v roce 2013 první místo obsadil Miloš Zeman (5215 hlasů), druhé místo obsadil Karel Schwarzenberg (4391 hlasů) a třetí místo obsadil Jiří Dienstbier (3038 hlasů). Volební účast byla 62,84 %, tj. 19165 ze 30519 oprávněných voličů. V druhém kole prezidentských voleb v roce 2013 první místo obsadil Miloš Zeman (11309 hlasů) a druhé místo obsadil Karel Schwarzenberg (7871 hlasů). Volební účast byla 63,26 %, tj. 19264 ze 30469 oprávněných voličů.
V prvním kole prezidentských voleb v roce 2018 první místo obsadil Miloš Zeman (7884 hlasů), druhé místo obsadil Jiří Drahoš (4496 hlasů) a třetí místo obsadil Pavel Fischer (2221 hlasů). Volební účast byla 64,81 %, tj. 18972 ze 29295 oprávněných voličů. V druhém kole prezidentských voleb v roce 2018 první místo obsadil Miloš Zeman (11058 hlasů) a druhé místo obsadil Jiří Drahoš (9209 hlasů). Volební účast byla 69,84 %, tj. 20311 ze 29099 oprávněných voličů.
V prvním kole prezidentských voleb v roce 2023 první místo obsadil Andrej Babiš (6779 hlasů), druhé místo obsadil Petr Pavel (6286 hlasů) a třetí místo obsadila Danuše Nerudová (2769 hlasů). Volební účast byla 69,89 %, tj. 19328 ze 27676 oprávněných voličů. V druhém kole prezidentských voleb v roce 2023 první místo obsadil Petr Pavel (11273 hlasů) a druhé místo obsadil Andrej Babiš (8341 hlasů). Volební účast byla 71,82 %, tj. 19720 ze 27467 oprávněných voličů.

### Členění a samospráva

Mapka místních částí Třebíče

Městský úřad města Třebíče tvoří starosta, místostarostové, tajemník úřadu a další zaměstnanci. Starostou byl od roku 2010 do 20. listopadu 2014 Pavel Heřman, od podzimu 2014 do 20. listopadu 2018 jím byl Pavel Janata. Od 20. listopadu 2018 zastává funkci starosty Pavel Pacal. Zastupitelstvo města tvoří 27 lidí. V rámci zastupitelstva v Třebíči působí i městská rada. Do roku 1990 bylo vedení města v rukou národního výboru a v čele města stál „předseda národního výboru“.

### Heraldika
Městský znak tvoří štít rozdělený na tři vodorovná pole, z nichž horní a dolní jsou červená a ve středním, bílém, se nachází tři černé benediktinské kápě. V minulosti byla červená pole dekorována stříbrnými arabeskami a počet kápí vysvětlován zastoupením opatství třebíčského, proboštství komárovského a měřínského, jak uvádí městský historik Vilém Nikodém v textu pro Ottův slovník naučný.
Znak města pocházející z pečeti je středověkého původu, vlajka z něj odvozená pak byla schválena rozhodnutím číslo 10 ze dne 15. července 1993. Město musí schválit použití znaku mimo městské organizace.

## Hospodářství

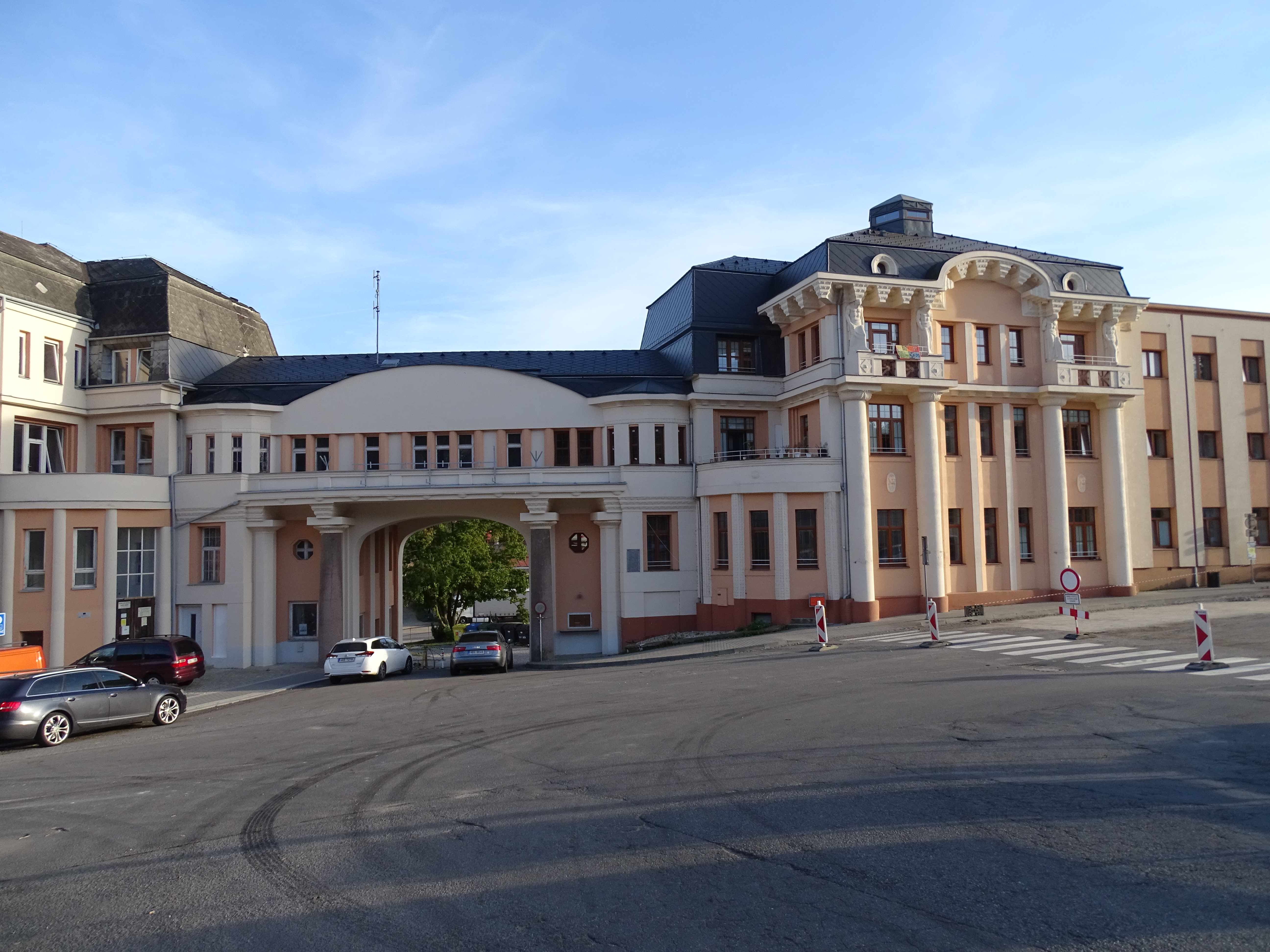
Brána do areálu BOPO z poloviny 19. století

V 17. století se v Třebíči začala rozvíjet průmyslová výroba primárně v podobě cechů, mezi první cechy v Třebíči patřily soukeníci a koželuzi. Na někdejším Novém Městě stávala v 18. století velká papírna, která byla v roce 1774 zničena, u všech panských dvorů také stávaly lihovary. Nedaleko Třebíče pak stávala velká papírna také u Přibyslavic, ve Vladislavi pak stávala velká přádelna a nedaleko Okříšek stávala velká parní pila. V Třebíči také stálo několik mlýnů, mezi větší patřily např. Borovský, Janův, Hluchý, Poušův, Krajíčkův.
Po přivedení železnice do města v roce 1885 se průmyslová odvětví v Třebíči značně rozšířila, v Třebíči byl postaven parní pivovar, sodovkárna ZON, octárna, strojírny a další průmyslové podniky. V Třebíči působila také několik koželužnických provozů, v židovském městě fungovala Subakova továrna, ve městě továrna Martina Hasska a také továrna Budischowských, továrny postupně zanikly a jen podnik Budischowských pokračoval v činnosti po odkupu Tomášem Baťou, po zestátnění v roce 1948 pak působil pod značkou Závody Gustava Klimenta a ještě později pod značkou BOPO.
V roce 1949 se od tehdejších Závodů Gustava Klimenta oddělily Západomoravské strojírny, které působily v areálu na jihovýchodě města, později byly přejmenovány na UNIPLET a věnovaly se primárně výrobě pletacích strojů. Na Jejkově působila i První brněnská strojírna, která vycházela ze společnosti Wallig a Benz.
V roce 1879 byla v Třebíči založena sodovkárna ZON, ta byla po roce 1948 zestátněna a po Sametové revoluci byla vrácena potomkům majitelů.
V Třebíči byla po roce 2000 zřízena průmyslová zóna Hrotovická, na jejím území byly postaveny továrny společností TEDOM, S.O.K. stavební, Envinet, DOMY D.N.E.S, UNICODE SYSTEMS, SKAML a KOVO UNI. V roce 2001 pak byl zřízen třebíčský podnikatelský inkubátor, který zajistil prostory rpo menší společnosti v objektu u zámku Třebíč. V roce 2019 pak byla dokončena i průmyslová zóna Rafaelova na severním okraji města.
V posledních letech se v Třebíči, mimo výstavbu obchodních domů, rozvíjí zvláště turismus. Za tuto dobu vznikly v Třebíči tři informační centra (jsou provozována Městským kulturním střediskem) – v Malovaném domě na Karlově náměstí, u Zadní synagogy a na Zámku.
Velký krokem kupředu pro rozvoj turismu v Třebíči bylo zapsání Baziliky svatého Prokopa a Židovského města s hřbitovem na seznam UNESCO. V Třebíči díky tomu vznikla naučná stezka po památkách s audio průvodci a dvě z již zmíněných informačních center. Rozvoj turistického ruchu prospívá také obchodu. Díky přílivu turistů mohlo vzniknout mnoho nových restaurací v Židovském městě a také další zařízení pro ubytování turistu, hlavně menší penziony.

## Doprava

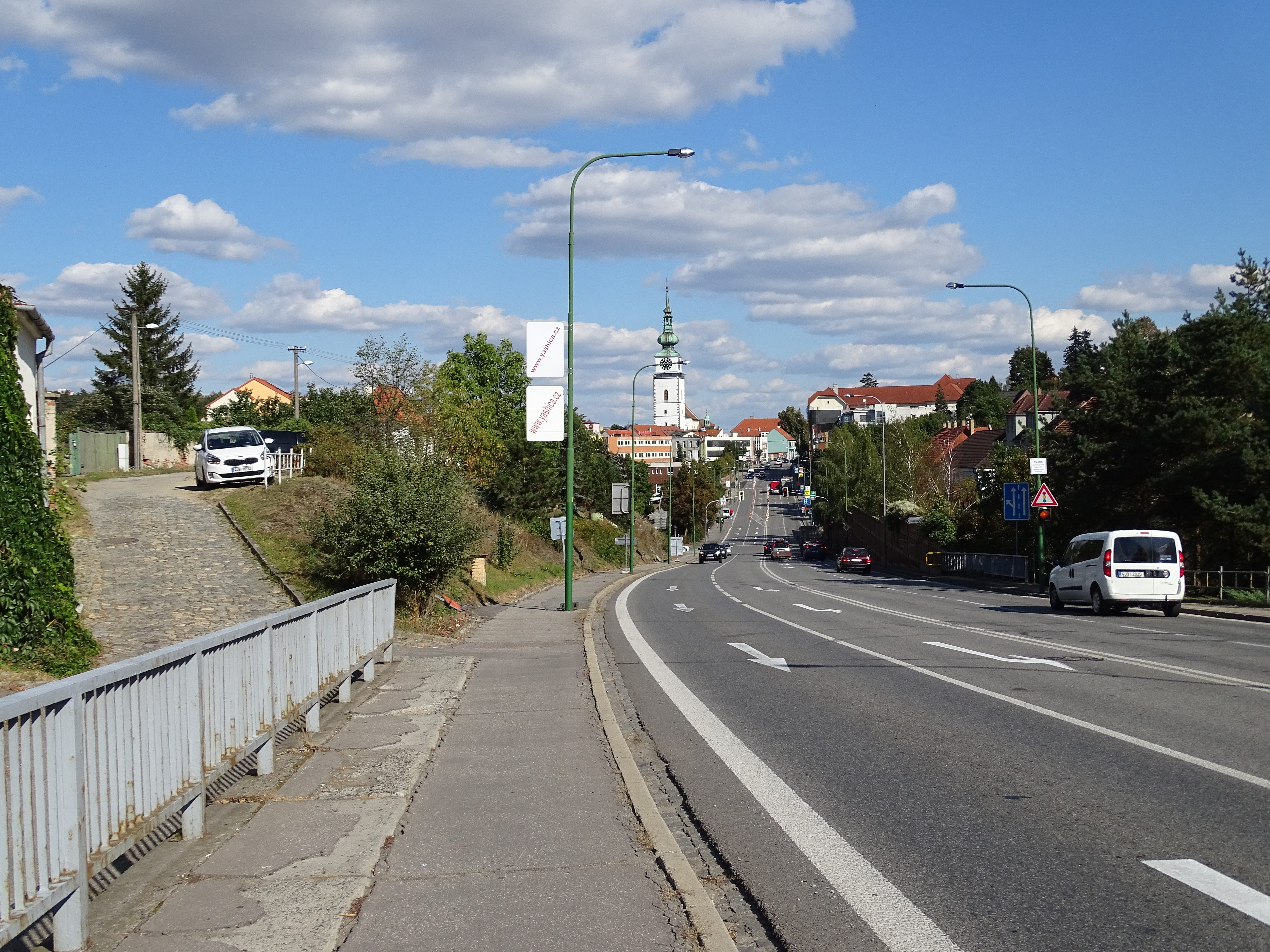
Východozápadní magistrála vedená středem města

Již ve starověku vedly v blízkém okolí Třebíče významné obchodní stezky: Haberská, která vedla přes Čáslavice, Kojetice, Stařeč, Přibyslavice a Brtnici, v Brtnici se křížila se stezkou Lovětínskou, později zvanou i Třebíčská stezka, ta vedla od starého Brna, přes Zastávku u Brna, Vladislav, Trnavu a končila v Lovětíně. Další důležitou křižovatkou stezek byl tehdejší Brod, ten se nacházel na místě, kde se nachází dnešní Vladislav, zde se křížily stezky Libická a Lovětínská.
Nyní je Třebíč dopravním uzlem okresního významu. Městem prochází silnice první třídy č. 23 (Písek – Brno) a krajská páteřní komunikace druhé třídy č. 360 spojující město s dálnici D1 u Velkého Meziříčí. V těsné blízkosti města odbočuje ze silnice I/23 silnice druhé třídy č. 405 spojující Třebíč s krajským městem Jihlavou. Od roku 2010 prošly obě krajské komunikace výraznou rekonstrukcí.
Železniční síť Třebíčí vede ve východozápadním směru. V okolí Třebíče je nejvýznamnější železniční trať Brno–Jihlava. Přímo v Třebíči se nachází železniční stanice Třebíč a zastávka Třebíč-Borovina. V současné době se je již hotov přestupní terminál který slouží pro návaznost autobusů a vlaků. Poblíž města také vede železniční trať Znojmo–Okříšky.
Na okraji města se nachází sportovní letiště Západomoravského aeroklubu v Třebíči. Ve městě funguje městská hromadná doprava, která je ve městě zajišťována devíti linkami autobusů. Dříve se také plánovalo zavedení trolejbusů v Třebíči. Z ekologického hlediska ji dnes nahrazují plynové autobusy. Ve městě je postaveno velké autobusové nádraží, které má být modernizováno.
V Třebíči a okolí existují cyklostezky. V roce 2007 bylo veřejnou vyhláškou oznámeno zahájení stavebního řízení cyklostezky Jihlava – Třebíč – Raabs an der Thaya. Tuto stavbu provázely problémy s odkupem pozemků. Další cyklostezka nese název Třebíčský okruh a začíná i končí na tzv. Polance v západní části města. Další cyklostezka je výhledově naplánovaná na trasu mezi Třebíčí a Dukovany, má vést souběžně s hlavní silnicí kolem Jaderné elektrárny Dukovany. V roce 2021 by měl být otevřen první úsek cyklostezky mezi Třebíčí a Náměští nad Oslavou, v roce 2019 byl schváleno memorandum o této stavbě. Trasa by měla pokračovat přes Lísčí či kolem Nemocnice Třebíč směrem do Boroviny.
Třebíčí protéká řeka Jihlava a současně i několik jejích marginálních přítoků, řeka byla několikrát regulována, naposledy v roce 2010–2012, byly přistavěny protipovodňové hráze a další vybavení. Vodní doprava v Třebíči neexistuje, ačkoliv se uvádí, že v době mezi válkami fungovala říční výletní doprava v prostoru u říčních lázní Polanka. Antonín Uhlíř, jež provozoval půjčovnu loděk, v roce 1930 postavil prám s motorem o nosnosti 25 osob a provozoval tak říční dopravu. Byly zakoupeny i mobilní protipovodňové zábrany, které budou instalovány na nově opravené opěrné zdi na břehu řeky Jihlavy. Součástí je hrazení nedaleko tzv. Novodvorského mostu, které je vysoké 4,5 metrů a dlouhá asi 150 metrů, součástí hrazení jsou i protipovodňové dveře. Do kanalizace, která zapříčinila vyplavování židovské čtvrti, byly nainstalovány zpětné klapky, které mají tomuto zabránit.
Dle ČP Indexu byla Třebíč za první pololetí roku 2018 mezi okresními městy na prvním místě v bezpečnosti silničního provozu, stejně se umístilo dalších 16 okresních měst. znamená to, že během prvního čtvrtletí se na území města nestala žádná dopravní nehoda se smrtelným nebo těžkým zraněním.
V roce 2020 byly kruhové objezdy na ulicích Znojemská, Táborská, Samešova, Velkomeziříčská, Míčova a Václavské náměstí upraveny tak, aby vypadaly jako vitrážová okna Baziliky svatého Prokopa.

## Společnost

### Školství
Dějiny vzdělávání v Třebíči započali již benediktinském klášteře, kdy první vzdělanci již měli působit právě tam, měli jím být Zdeněk z Třebíč nebo Adam, Syn Petra z Třebíče. V polovině 15. století byla zřízena první městská škola, ta pak bylo v 16. století nahrazena školou u Martinské brány, posléze byla zřízena chlapecká městská škola. V roce 1787 byla postavena škola na Jejkově a v roce 1817 pak byla zřízena dívčí škola, v roce 1874 pak i německá dívčí škola. V roce 1871 byla otevřeno Gymnázium. V roce 2003 byla ve městě zřízena Západomoravská vysoká škola, která však v roce 2019 byla zrušena.
Ve městě působí mimo gymnázia i několik dalších středních škol, mezi nimi Katolické gymnázium, ve městě fungují i základní školy, několik mateřských škol, základní umělecká škola nebo lesní mateřská školka.

### Kultura

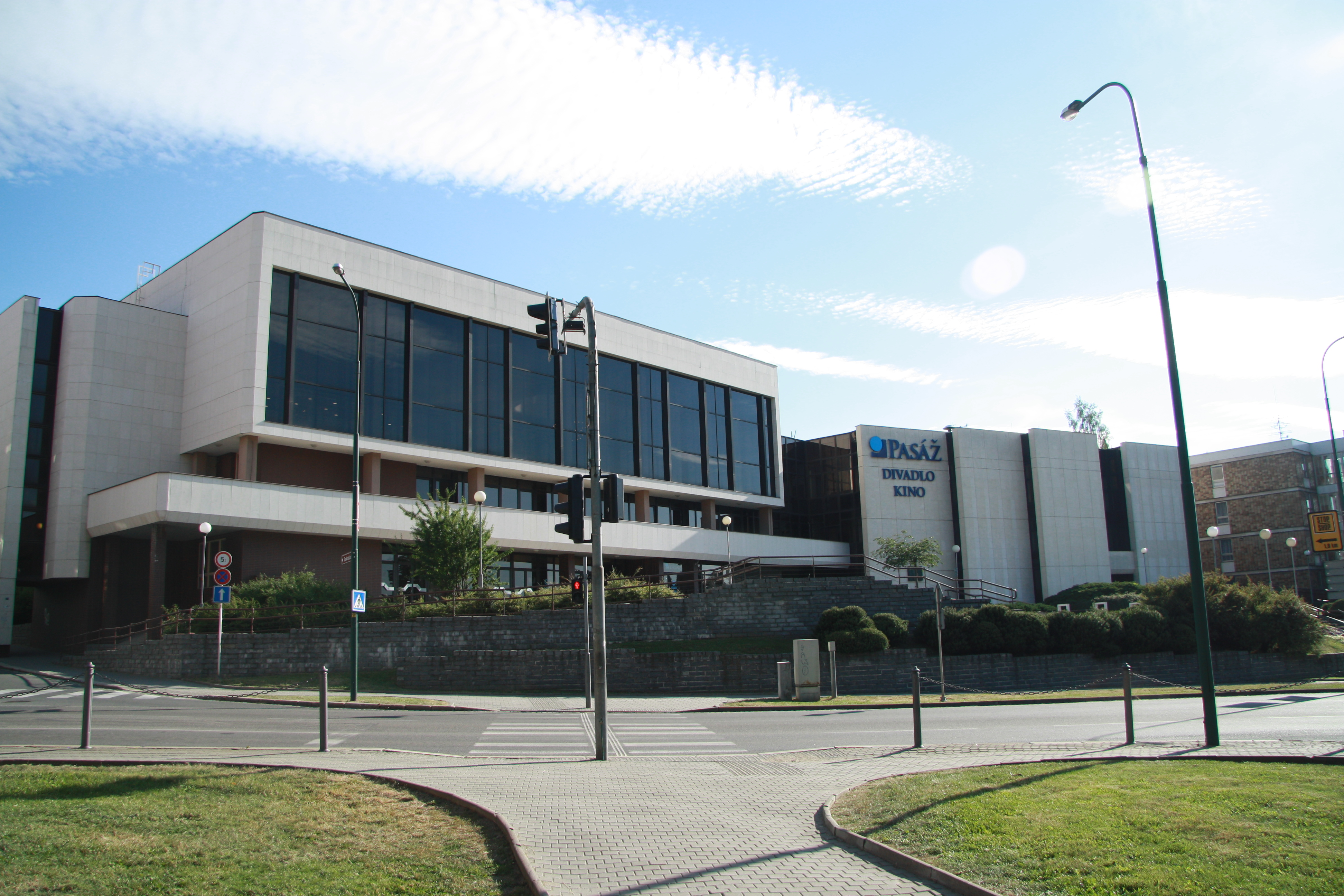
Divadlo pasáž na Masarykově náměstí v Třebíči

V Třebíči se o uspokojení potřeb obyvatelstva v oblasti kulturního a společenského života stará příspěvková organizace města Třebíče Městské kulturní středisko (jinak také MKS). Městské kulturní středisko provozuje některé z kulturních organizací ve městě, např. kino Pasáž, Národní dům s Galerií Franta, Zadní synagogu, Fórum, Klub Hájek, Divadlo Pasáž, Malovaný dům, Galerii Ladislava Nováka a Městskou věž.
V Třebíči se konají hudební i jiné festivaly, tradičním festivalem od roku 1997 je Zámostí, pravidelně se koná i Třebíčské Bramborobraní, Festival divadla 2–3–4 herců nebo Male chajim (dříve Šamajim).
Ve městě sídlí Muzeum Vysočiny Třebíč, to sídlí v budově někdejšího zámku, výstavní prostory jsou také v Galerii Malovaný dům nebo v Galerii Franta, v Třebíči funguje i ekotechnické centrum Alternátor v Borovině.

V Třebíči fungují kulturní i jiné spolky, mimo jiné v Třebíči dlouho působili divadelní spolky, později pak také pod základní školou Benešova fungovalo školní divadlo. Ve městě působí několik pěveckých sborů, jako je např. Slunko, Resonance, Musica Animata nebo Coruscante. V Třebíči působí také spolek Sokol nebo Skaut, skautská střediska ve městě se nazývají Srdíčko a Žlutá ponorka. V Třebíči působí také Útulek pro psy.

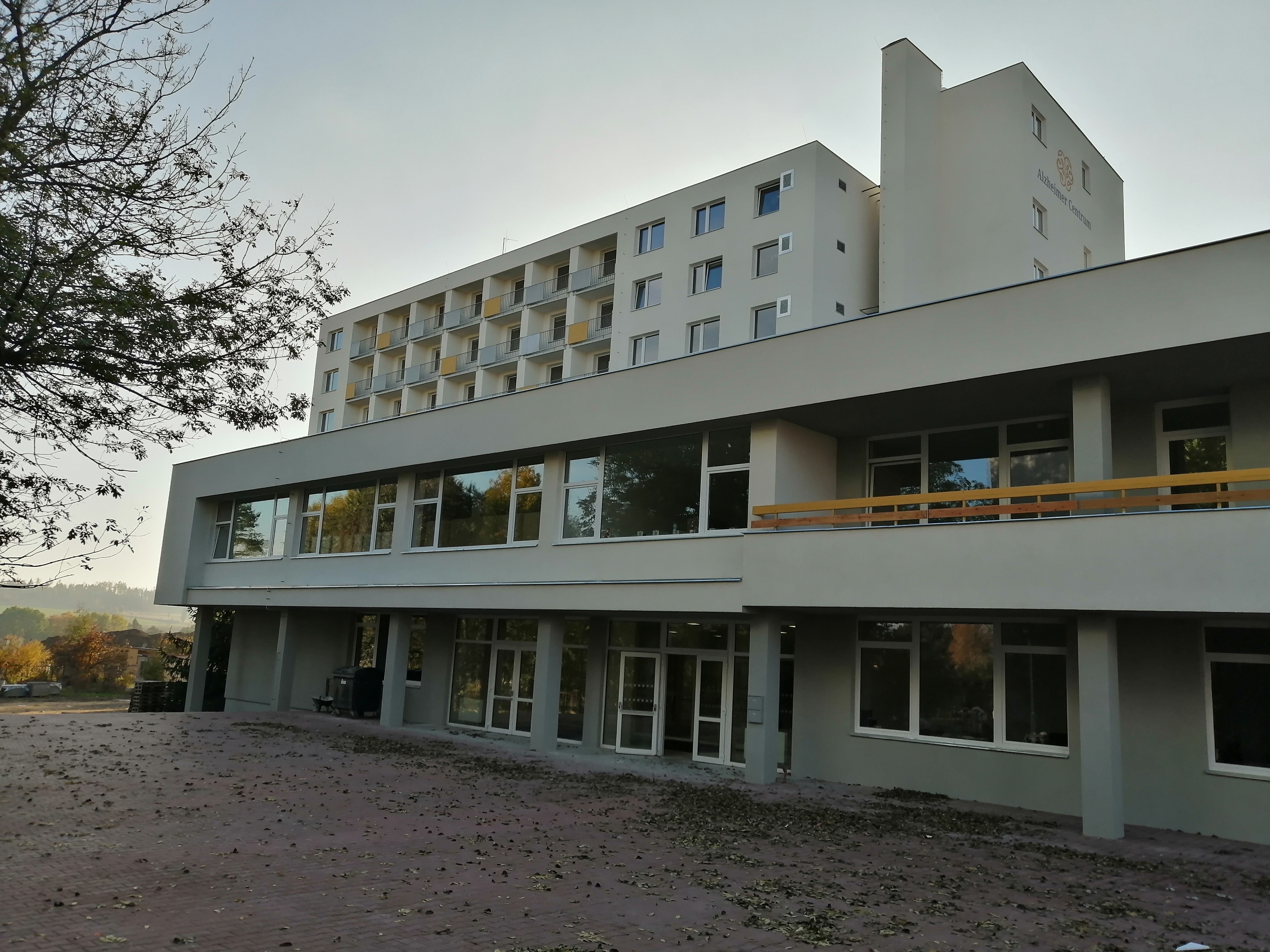
Nově zrekonstruovaná budova Alzheimer centra

### Zdravotnictví a sociální služby
V Třebíči od 16. století působili lazebníci a ranhojiči, kolem roku 1505 pak vznikl první sousedský špitál a později i bratrský špitál na Jejkově. Další sousedský špitál fungoval na místě dnešní Sirotčí ulice, v roce 1854 byl zřízen městský špitál. Roku 1852 pak byla otevřena i židovská nemocnice. Nemocnice Třebíč pak byla otevřena 1. ledna 1903. V Třebíči působí i poliklinika Vltavínská, zdravotní středisko Hájek a soukromé praxe.
Na konci dubna roku 2020 po vypuknutí pandemie nemoci covid-19, začala třebíčská společnost Dawell po pěti týdnech vývoje, malosériově vyrábět plicní ventilátor CoroVent. Vývoj ventilátoru probíhal na Fakultě biomedicínského inženýrství ČVUT v Kladně kolem profesora Karla Roubíka.
Pro lidi postižené Alzheimerovou chorobu bylo na konci roku 2019 v Třebíči otevřeno Alzheimer centrum Třebíč. Centrum bylo v roce 2019 největší svého druhu v kraji Vysočina – v době svého otevření mělo kapacitu 125 klientů.

### Sport

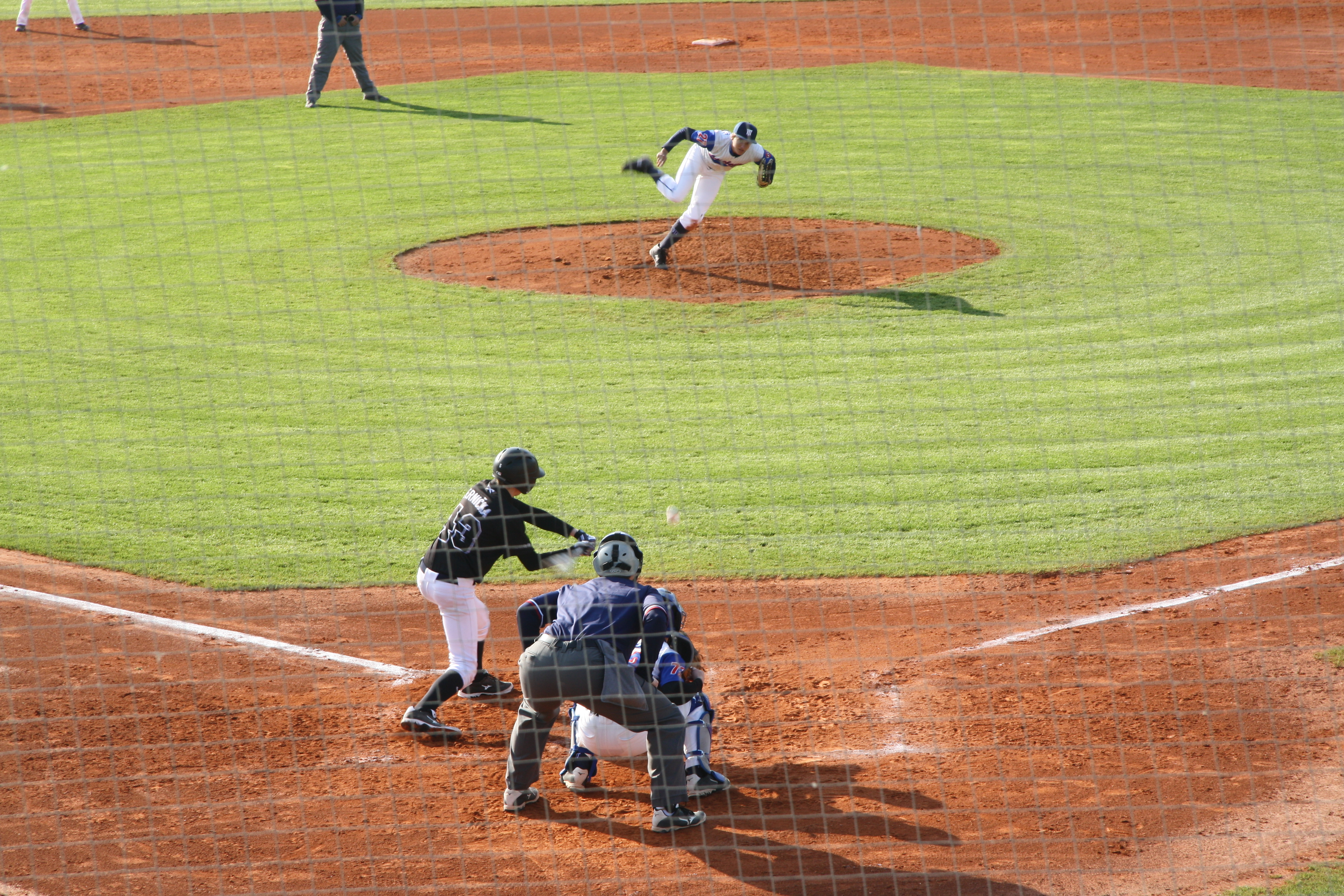
Zápas Draci Brno U17 proti Nuclears Třebíč U18 na stadionu Na hvězdě

V Třebíči existuje více možností sportovního vyžití, ve městě jsou dva atletické stadiony, dvě fotbalová hřiště, plavecký bazén, zimní stadion s letní umělou plochou, baseballové hřiště, kryté i venkovní minigolfové hřiště, několik tenisových kurtů, hřiště na pétanque vybudované z prostředků Evropské unie, hokejbalové hřiště, basketbalová hřiště a další veřejná sportoviště.
Hokejový klub SK Horácká Slavia Třebíč se od roku 1997 účastní druhé nejvyšší soutěže a má na svém kontě i pět ročníků soutěže nejvyšší (1939/40, 1940/41, 1941/42, 1946/47, 1947/48). Již v sezóně 1937/38 do československé nejvyšší ligy nahlédli hokejisté DSK Třebíč, dnes již zaniklého klubu. Fotbalový klub HFK Třebíč hraje od roku 2018 Krajský přebor Vysočiny, baseballový klub Třebíč Nuclears hraje od roku 2016 Českou baseballovou extraligu. Basketbalový klub TJ Třebíč 2. ligu (třetí úroveň), tenisový klub HTK Třebíč také 2. ligu. Každoročně se v Třebíči a okolí konají FIA rally závody s názvem Horácká rally.
Dalšími úspěšnými třebíčskými sportovci jsou kuželkářka Naděžda Dobešová, která obdržela ocenění Kuželkářka století a několikrát byla oceněna jako Kuželkářka roku, cyklista Pavel Padrnos, který závodí v Discovery Channel Pro Cycling Teamu, fotbalista Filip Trojan a hokejisté Patrik Eliáš, Martin Erat a Marek Laš.

### Média

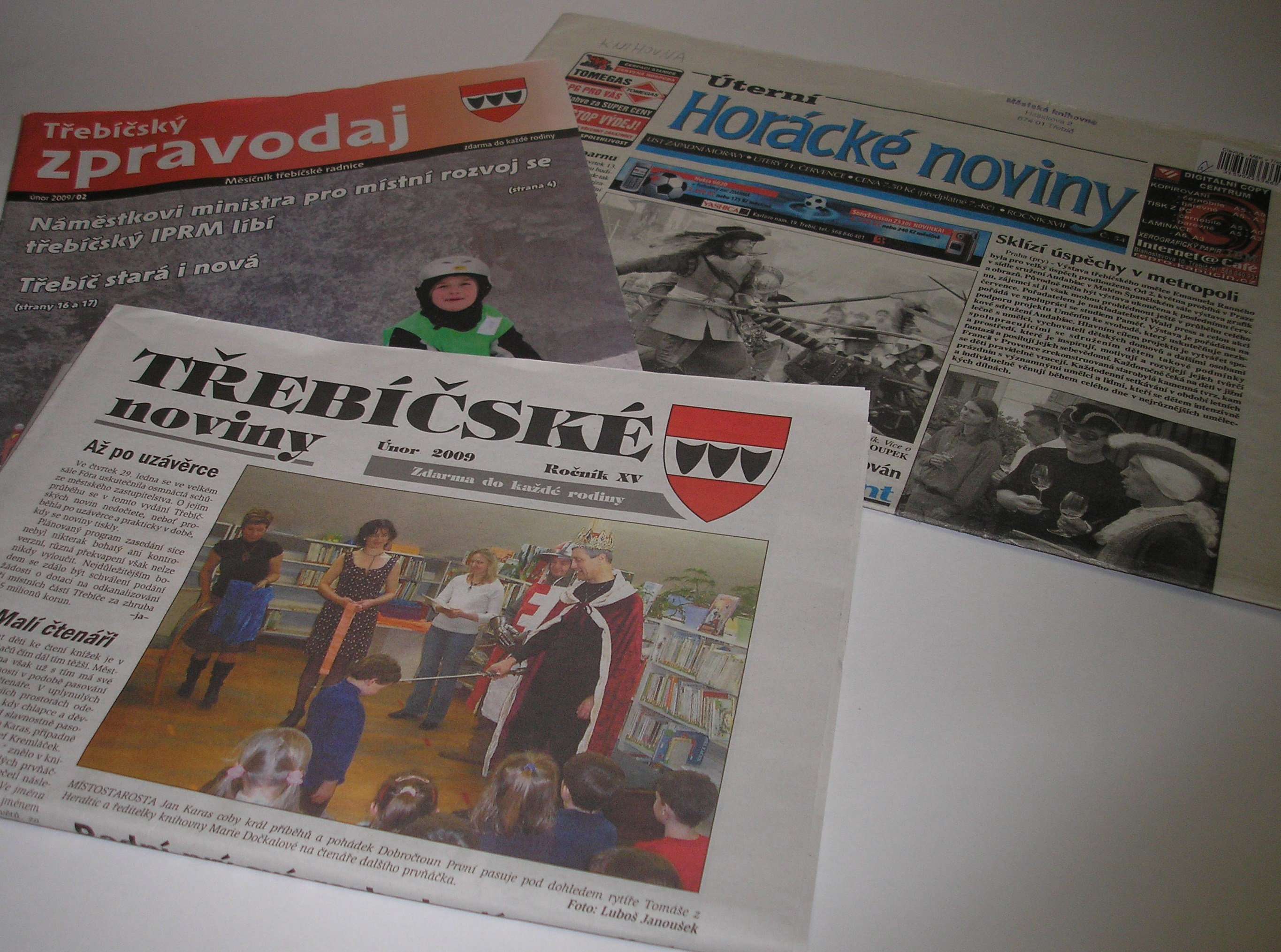
Některé noviny vydávané v Třebíči

V Třebíči začaly první místní noviny Listy západní Moravy vycházet v roce 1884, později byly vydávány další noviny, od roku 1990 pak vychází pravidelně Horácké noviny, od roku 1995 Třebíčské noviny a od 21. století také Třebíčský deník společnosti Vltava Labe Media. Od roku 1977 vychází radniční Třebíčský zpravodaj.
V roce 2008 byly vysílány pravidelné televizní zprávy na TV Prima, v roce 2006 také byla navázána spolupráce s pořadem Digitální vesnice ČT 24, v roce 2020 byl spuštěn pravidelný pořad radnice na YouTube. Přímo ve městě nesídlí žádná rozhlasová stanice, témata města pokrývají regionální krajské stanice. Město používá ke komunikaci kromě YouTube i Twitter nebo Facebook.
Město Třebíč bylo v minulosti i současnosti lokací několika filmů či seriálů. Třebíč se také stala subjektem několika mediálních děl, vznikl rakouský dokument Planeta Třebíč nebo film Stanislava Motla o Třebíčanech ve Španělské občanské válce. Byly také napsány knihy, které se odehrávají v Třebíči.
V roce 2024 bylo oznámeno, že v roce 2026 vyjde kniha o historii Třebíče.

## Památky a zajímavosti

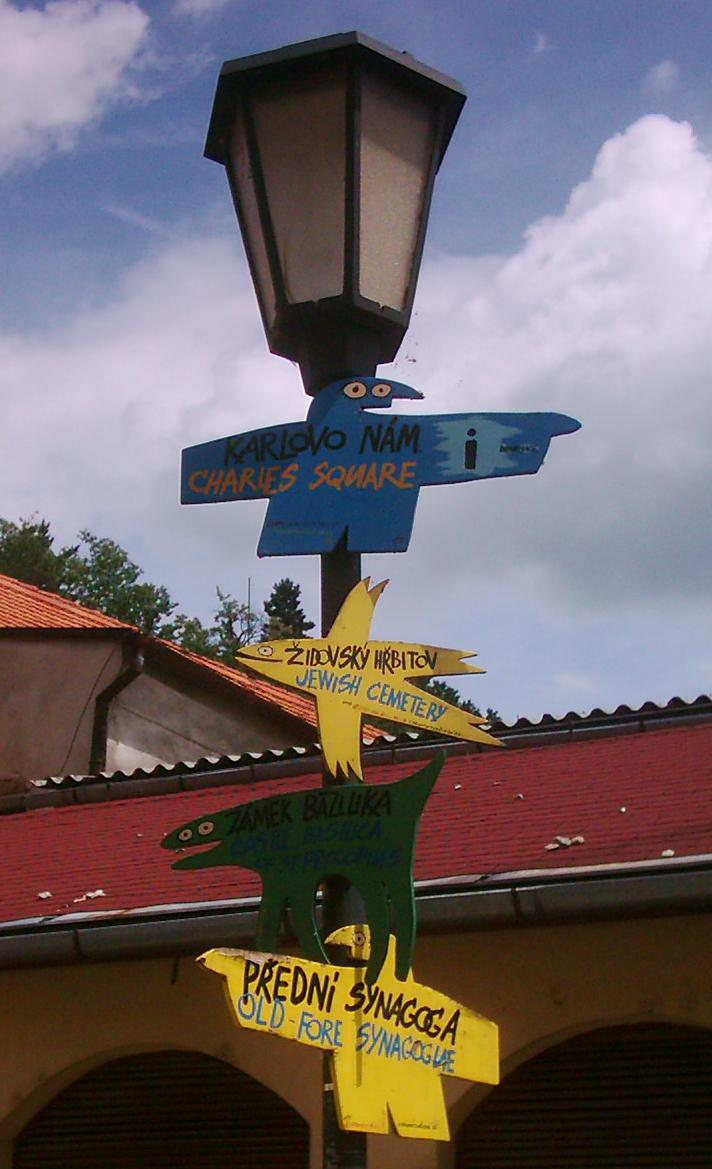
Originální ukazatel v Židovském ghettu

V Třebíči se nachází mnoho památek a významných míst. Je zde starobylé židovské město či bazilika svatého Prokopa, obojí zapsané v roce 2003 do seznamu světového dědictví UNESCO. V centru města se nachází Karlovo náměstí, které je jedním z největších náměstí v České republice.
Na levém břehu řeky Jihlavy, na místě zvaném Židy či Zámostí, se rozprostírá jedna z největších židovských čtvrtí v Evropě. Třebíčská židovská čtvrť je jedinou židovskou památkou mimo území Izraele, samostatně zapsanou v seznamu UNESCO. Do něj byla přidána 3. července 2003. Jsou zde křivolaké uličky, původní domy, klenuté průchody a mnoho dalších typických prvků. Radnice, rabinát, nemocnice ani většina ostatních památek již ale neslouží svému původnímu účelu.
V Podklášteří se nachází Bazilika svatého Prokopa, která je společně s židovskou čtvrtí zapsána na seznamu UNESCO. Kdysi se zde nacházelo benediktinské opatství, které bylo založeno v roce 1101. Klášter se postupem času stal náboženským centrem i vojenskou pevností, tuto pozici si udržel až do husitských válek. V roce 1468 byl při tzv. bitvě o Třebíč dobyt uherskými vojáky. Pozdější světská vrchnost klášter přestavěla na zámek. Dnes zde sídlí Muzeum Vysočiny Třebíč, později rekonstruováno, společně s dalšími prostory zámku.

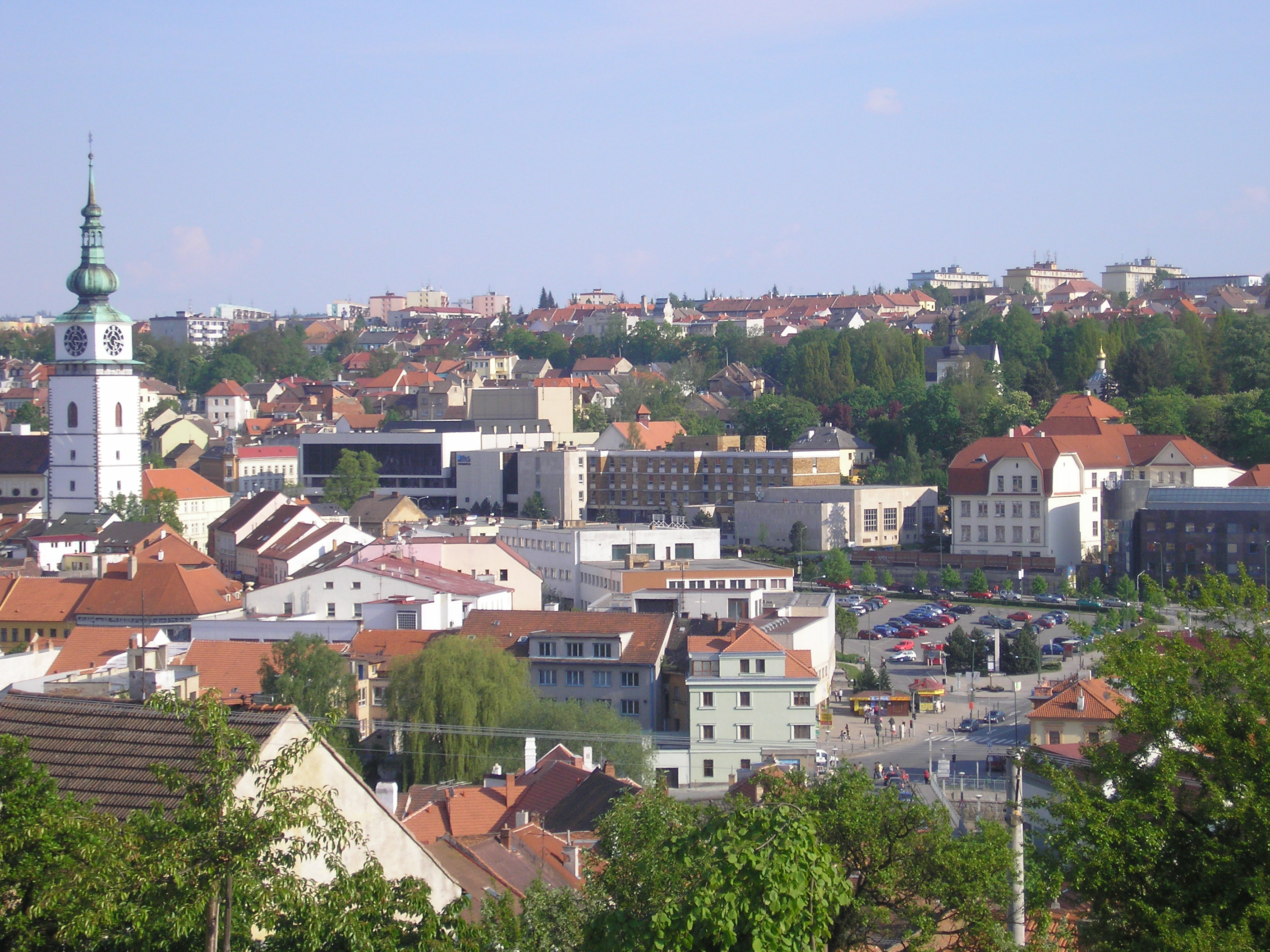
Komenského náměstí a městská věž; vlevo je vidět západní strana Karlova náměstí; uprostřed kulturní komplex Fórum – Pasáž na Masarykově náměstí; dole střechy domů v Zámostí

Přes řeku naproti židovskému městu se rozkládá centrum města, které je tvořeno Karlovým náměstím, lidově zvaným také rynek, vytyčeným při založení města jako tržiště s plochou 22 000 m². Těmito rozměry je jen o pár metrů čtverečných menší než Václavské náměstí v Praze, takže se město v minulosti mohlo velikostí náměstí rovnat městům královským. Na počátku 19. století mělo náměstí ještě renesanční a barokní podobu, kterou zničil požár v roce 1822. Nyní se na Karlově náměstí konají dopolední trhy, kulturní akce jako Třebíčské folklórní slavnosti a oslavy vstupu města do Seznamu světového dědictví UNESCO.

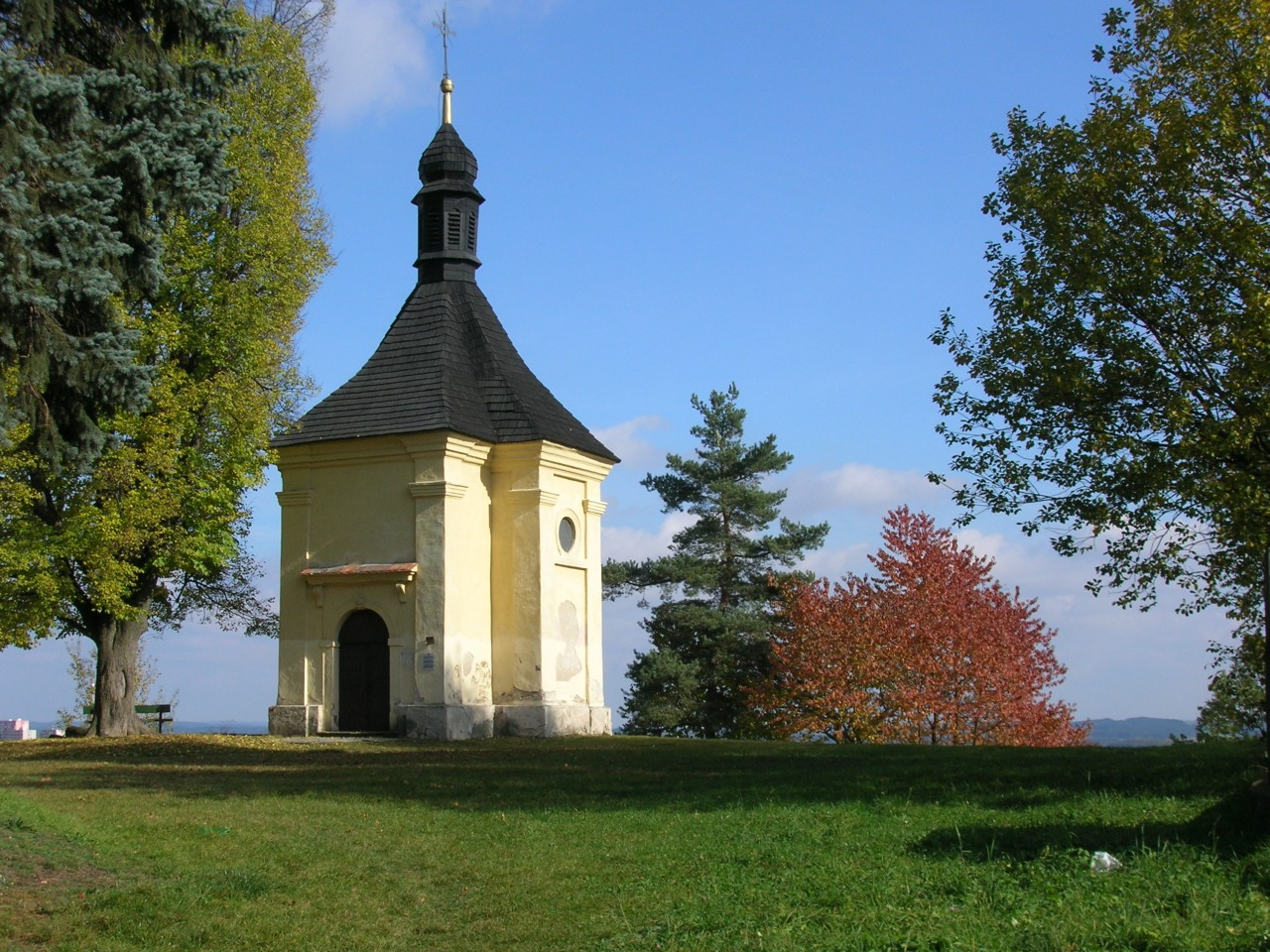
Kaple Povýšení sv. Kříže (Kostelíček) před opravou v roce 2007

Na kopci ve Vnitřním Městě se nachází 75 metrů vysoká městská věž, která náleží ke kostelu sv. Martina z Tours. S ním však dříve nebyla spojena, ale sloužila jako součást opevnění. Dále zde leží kapucínský klášter, pravoslavný a evangelický kostel. Na Karlově náměstí se nachází i Malovaný dům s galerií a informačním centrem, Černý dům a sousoší Cyrila a Metoděje. Stejně tak se na Karlově náměstí nachází Národní dům se stálou expozicí třebíčského rodáka Františka Mertla. V židovském městě se nachází Galerie Ladislava Nováka.
Východní oblasti centra města, směrem do čtvrti Borovina, se říká na Stařečce. Nachází se zde kaple Povýšení sv. Kříže, na nejvyšším místě Třebíče, nedaleko od nedostavěné hvězdárny a kluboven skautských oddílů, zvaném Kostelíček. Tato kaple má půdorys kříže a jejím stavitelem byl architektonicky nevzdělaný stavitel Jan Fulík. Byla postavena v roce 1644. Nedaleko kaple stojí i původní vodárna, ze které by měla být v roce 2015 vytvořena rozhledna s expozicí vodárenství v Třebíči.
U řeky Jihlavy leží říční lázně Polanka z roku 1933. Dřevěné šatny z téhož roku jsou stále v provozu a stále jsou předmětem obdivu. Autorem návrhu byl Bohuslav Fuchs. V těchto lázních se v roce 1992 konaly Hry bez hranic, třebíčský tým nakonec zvítězil i ve finále tohoto ročníku na Azorech. Na tzv. Kanciborku se nachází Větrný mlýn, který sloužil na úpravu třísla pro koželuhy, dnes již není funkční.
V Třebíči se nachází také několik městských parků, které jsou rozloženy poměrně rovnoměrně, téměř v každé místní části se nachází alespoň jeden. Zakládání parků má v Třebíči tradici, například Lorenzovy sady mají svůj počátek již v roce 1899.
Památky zapsané do seznamu památek UNESCO v roce 2011 získaly prostřednictvím města grant Kraje Vysočina vázaný na začlenění kamerových záznamů a přenosů památek do pořadu Panorama České televize, spolu s městem Třebíčí získala tentýž grant i města Telč a Žďár nad Sázavou. Na televizních obrazovkách se natočené snímky v premiéře objevovaly od 1. května 2012 do konce října téhož roku. Záznamy byly po celý rok k dispozici na webových stránkách měst, kraje, organizace UNESCO a dalších organizací. Pro pořad České televize Toulavá kamera natočil v lednu 2016 třebíčský rodák a reportér Pavel Horký reportáž o přeměně areálu bývalých Baťových závodů a nově vzniklém science centru Alternátor.

## Osobnosti
Rodáky a významnými obyvateli města jsou např. sportovci (Patrik Eliáš, Martin Erat, Vladimír Sobotka, Ondřej Němec, Vladimír Bouzek, Theodor Gebre Selassie), umělci (Míla Myslíková, Milan Riehs, Ladislav Novák, Miroslav Donutil, Jiří Pecha, Vítězslav Nezval, Jakub Deml, Beata Parkanová, Jaromír Šofr, Josef Špelda, Antonín Molčík, Oldřich Navrátil, Jiří Vyorálek), politici (armádní generál Jan Syrový, MUDr. Jaroslav Zvěřina, generál Ludvík Svoboda, Bohumír Šmeral), Antonín Kalina, zachránce Židů před holocaustem, rabín Adolf Kurrein, duchovní Jan Schwarz, důstojník a účastník odboje Vladimír Šoffr, zahraniční televizní reportér Bohumil Vostal, meteorolog Michal Žák, moderátor Vlasta Korec a další.
Z Třebíče také pocházel kněz a význačný historik, jenž položil základy bádání na poli Husově, Jan Evangelista Sedlák.
Mnohým z těchto postav, ale i dalším z celé České republiky, bylo uděleno čestné občanství města. Udělováno je významným osobám, které se zasloužily o Třebíč nebo o české země. Kontroverzními osobami v seznamu jsou prezidenti z doby před sametovou revolucí.

## Ocenění

### Ocenění města
Dne 30. října 1987 byl městu Třebíč propůjčen Řád práce za významný přínos při rozvoji československé jaderné energetiky.
V roce 2017 město získalo ocenění Cena hejtmana Kraje Vysočina za společenskou odpovědnost v kategorii veřejný sektor – obce. V roce 2018 byla městu udělena Cena hejtmana Kraje Vysočina za společenskou odpovědnost, 2. místo v kategorii veřejný sektor – obce. V roce 2019 byla městu udělena Cena hejtmana Kraje Vysočina za společenskou odpovědnost v kategorii veřejný sektor – obce.

### Ocenění udělovaná městem
Od roku 2017 město spolu s Radou dětí a mládeže kraje Vysočina udílí cenu Třebíčské srdíčko, která oceňuje dobrovolníky pracující s dětmi a mládeží.

## Různé události
Dne 5. června 1921 byl v Praze založen Klub Třebíčanů v Praze, v Karlíně probíhaly přednášky, konalo se fotografické promítání a další akce.
V roce 2019 se Třebíč stala členem Společnosti pro zahradní a krajinářskou tvorbu.

## Partnerská města
Partnerskými městy jsou:
- Humenné, Slovensko
- I-čchang, Čína
- Lilienfeld, Rakousko
- Oschatz, Německo
- Rachov, Ukrajina

Třebíč je dále spřátelena s Baškou a s Rive de Gier ve Francii. V roce 2023 uzavřelo město spolupráci s polským městem Kielce. V roce 2024 bylo oznámeno partnerství s jihokorejským městem Kjongdžu.